# Johann Walter von Kerpen

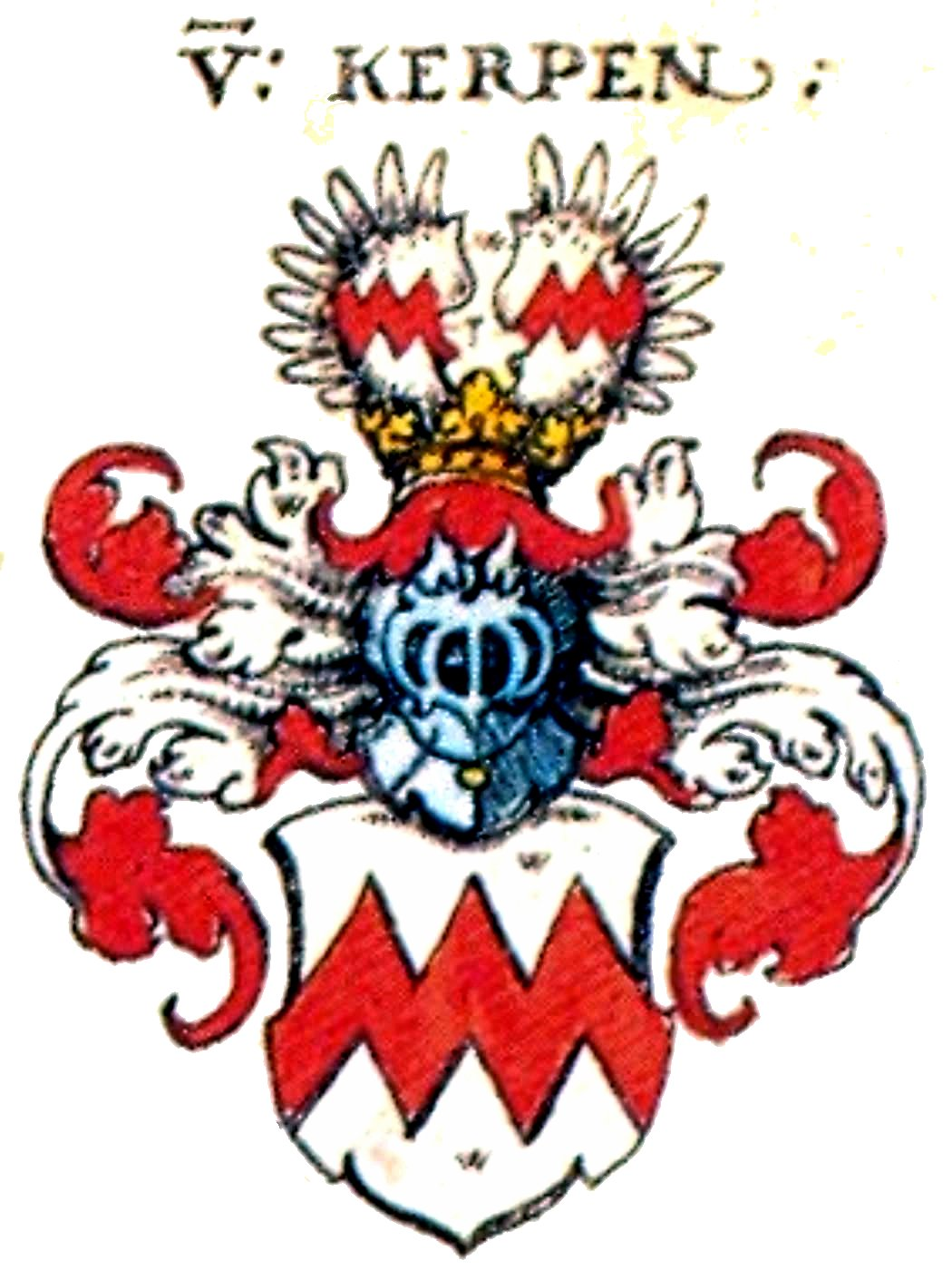
Wappen derer von Kerpen nach Siebmachers Wappenbuch von 1605

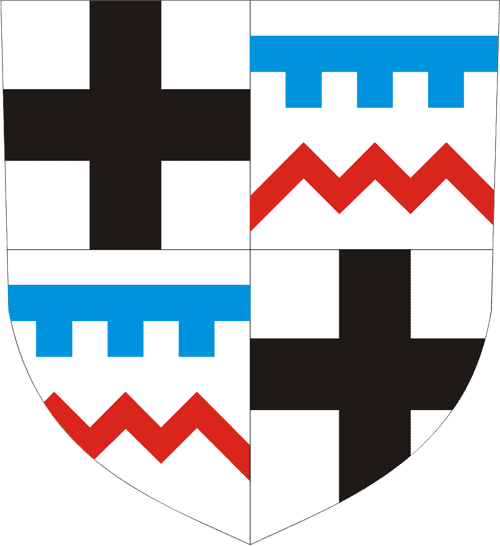
Wappen des Hochmeisters Otto von Kerpen († 1208)

Johann Walter von Kerpen (* um 1602; † 6. Februar 1627 in Aschaffenburg) war Mitglied des Johanniterordens.

## Familie
Die Familie von Kerpen, Kerppen, Karpen, Kärpen oder Kirpin war ein altes rheinisches Ministerialengeschlecht ursprünglich edelfreien Ursprungs. Der Stammsitz befand sich auf der gleichnamigen Burg nördlich von Daun in der Eifel. Otto von Kerpen war der zweite Hochmeister des Deutschen Ordens in der Zeit von 1200 bis 1208. Er starb 1208 und wurde in Akkon begraben.
Dietrich IV. von Kerpen gelangte durch die Heirat mit Geneta von Warsberg ins Saarland; sein Sohn Dietrich V. von Kerpen erwarb 1359 die Burg und Herrschaft zu „Ildingen“ ein alter Besitz der Grafen von Saarwerden, von denen er die Burg zu Lehen hatte.
Aus dieser Linie entstammte der Ordensritter Johann Walter von Kerpen. Sein Vater war der kurtrierische Rat und Truchseß Hans von Kerpen (1545–1611), Herr von Illingen und Fürfeld bei Bad Kreuznach, seine Mutter Claudia Freiin von Wiltz. Sie war die zweite Ehefrau, die erste Anna von Schauenburg, die dritte Ehefrau war Anna von Cronberg, sie entstammte dem Flügelstamm der Cronbergs und war verwandt mit dem Mainzer Kurfürst-Erzbischof, Johann Schweikhard von Cronberg (aus dem Cronberger Kronenstamm), dem Erbauer von Schloss Johannisburg in Aschaffenburg.

### Geschwister
- Stiefbruder Daniel von Kerpen († 1631) war Domkapitular in Fulda.
- Stiefschwester Ursula von Kerpen zu Illingen „Frau zu Schuldenburg“ ⚭ Wolf Friedrich Kämmerer von Worms, genannt von Dalberg
- Johann Ludwig von Kerpen († 1654), kurmainzischer Oberamtmann zu Lohr am Main, Jägermeister der Grafschaft Rieneck, Forstmeister zu Rothenbuch
- Heinrich Ernst von Kerpen (* um 1601 † vor 1657), kurmainzischer Stallmeister, Geheimer Rat, Oberjägermeister und Oberamtmann zu Amorbach
- Johann Friedrich von Kerpen, († 1631), Domkapitular in Fulda, 1624 Propst an St. Michael in Fulda und im Kloster Höchst im Odenwald und 1630 Propst im Kloster Holzkirchen bei Würzburg.
- Philipp von Kerpen († 1635) Mitglied des Mainzer Domkapitels und Domherr in Trier
- Anna Barbara von Kerpen ⚭ Philipp Christoph von Frankenstein
- Anna Maria von Kerpen ⚭ 1608 Friedrich von Fürstenberg-Herdringen (1576–1646)
- Maria Magdalena von Kerpen ⚭ 1613 Johann Christoph von Harstall

Der Johanniter-Komtur Heinrich Nikolaus Faust von Stromberg († 1621) gehörte zu seinen Verwandten. Beider Urgroßväter waren Brüder.

## Leben

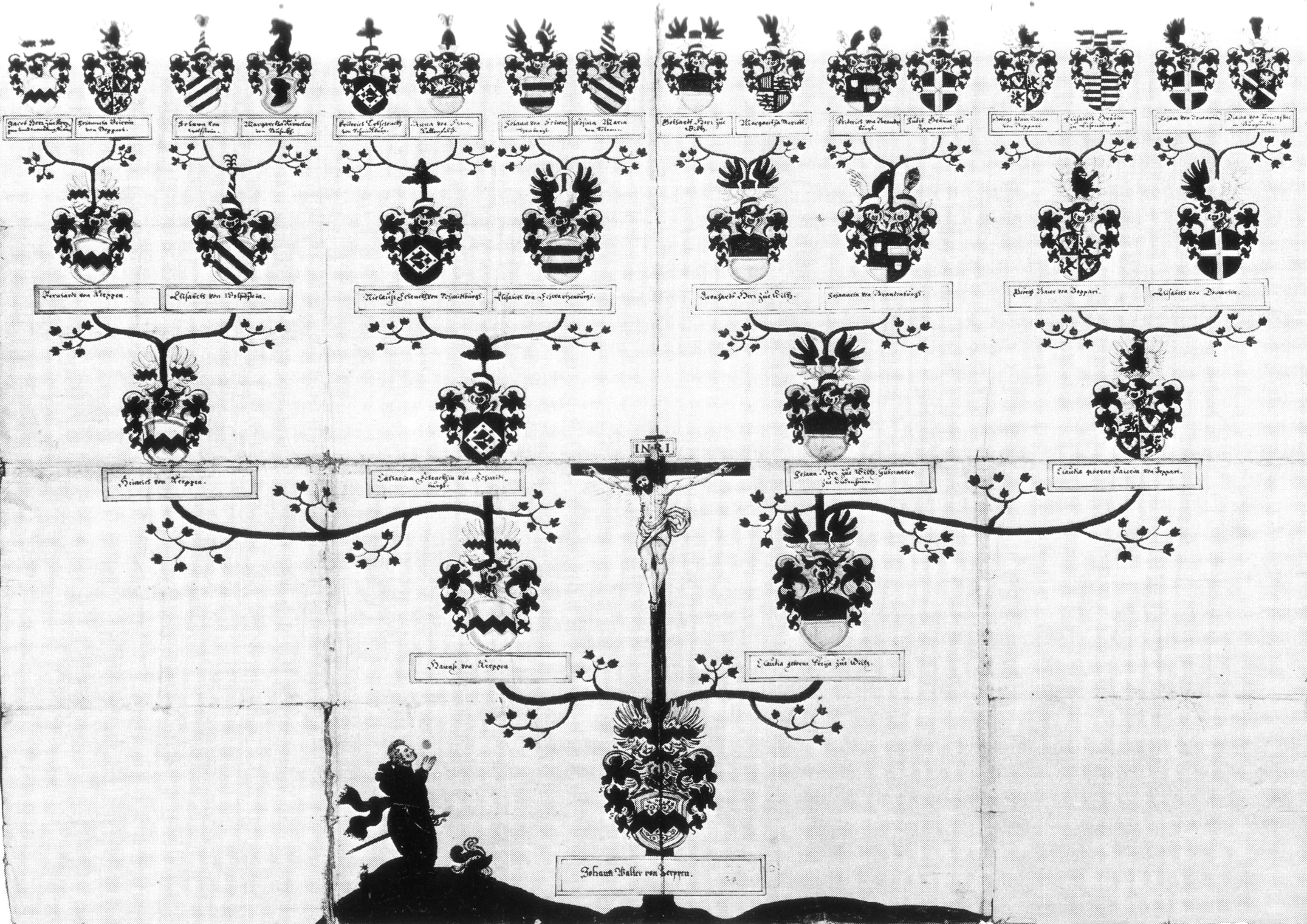
Stammbaum Johann Walter von Kerpen

Johann Walter von Kerpen trat um 1620 in den Johanniterorden ein; seine Aufschwörung fand am 21. April 1621 in Freiburg im Breisgau vor dem Großprior Johann Friedrich Hund von Saulheim, der dem Ordenskapitel vorstand und dem auch ein Großballeikomtur beiwohnte, statt. Nach den Regeln des deutschen Johanniterordens musste er auch einen Abstammungsnachweis erbringen, der mindestens sechzehn adelige Vorfahren beinhalten sollte. Die Ordensregel verlangte ein Noviziat, mindestens fünf Jahre Dienst in Malta am Hof des Großmeisters und anschließend die Teilnahme an drei „Karavanen“ vor der Ablegung der Gelübde und die endgültige Aufnahme in den Orden. Es ist nicht bekannt, wann der junge Kerpen diese Regeln erfüllte, oder ob ihm deutsche Sonderrechte eingeräumt wurden. Dass er eine militärische Ausbildung erhalten hat und auch eine militärische Stellung einnahm, zeigt die Darstellung in seinem Stammbaum und auf dem Denkmal. Dort kniet ein blondgelockter Kavalier, betend vor einem riesigen Kruzifix das aus dem untersten Wappenschild (von Kerpen) zu wachsen scheint. Seine Tracht entspricht der eines kaiserlichen Offiziers im Dreißigjährigen Krieg, Degen, Sporen, die über die Schulter getragene rote Schärpe (Feldbinde), ein Erkennungszeichen der kaiserlichen und spanischen Offiziere. Vor dem angehenden Ordensritter steht auf den am Boden abgelegten Handschuhen sein Visierhelm, der mit Federn in den Kerpenschen Wappenfarben (weiß-rot-weiß) geschmückt ist.
Die Aschaffenburger Ratsprotokolle berichten, dass „Kerppische Reutter“ unter der Führung eines „Capitain-Leutenants“ in Aschaffenburg einquartiert wurden.
Die Sage erzählt, dass im Winter des Jahres 1627 ein herrenloses Pferd, gesattelt, mit losen Zügeln und zu Seite baumelnden Steigbügeln über die Mainbrücke durch das offene Stadttor rannte. Das edle Ross zitterte und schäumte, und in seinen Augen flackerte es von Furcht und Entsetzen Ein Suchtrupp verfolgte die Spur und fand kaum dreißig Minuten entfernt, südwestlich in der Flur nahe dem „Nilkheimer Wäldchen“ den toten Ritter Walter von Kerpen, und neben ihm kniete ein Knappe und bekannte reumütig seine Schuld. Er hatte mit noch ein paar anderen den Ritter meuchlings ermordet. In dem Gedicht „Eine Sage von dem Kreuze in der Busch-Allee zu Aschaffenburg“ verliebt sich der Ordensritter unter Missachtung seiner Gelübde in die bereits verlobte Wirtstochter Käthchen aus der Herberge „Zur güldenen Rose“ in Stockstadt am Main. Als der Ritter „waldeinwärts den Thoren Aschaffenburgs zu“ reitet, lauert ihm Käthchens Verlobter auf und tötete im Zweikampf den vom scheuenden Pferd gefallenen Rivalen.
Ob er an diesem Tage von Stockstadt kommend, zu seinem Bruder nach Amorbach, zur Kommende nach Mosbach oder doch nach Aschaffenburg wollte, konnte bis heute nicht geklärt werden.
Seine Brüder Johann Ludwig und Heinrich Ernst ließen den Leichnam nach Lohr überführen und in der dortigen Stadtpfarrkirche bestatten.

## Denkmal

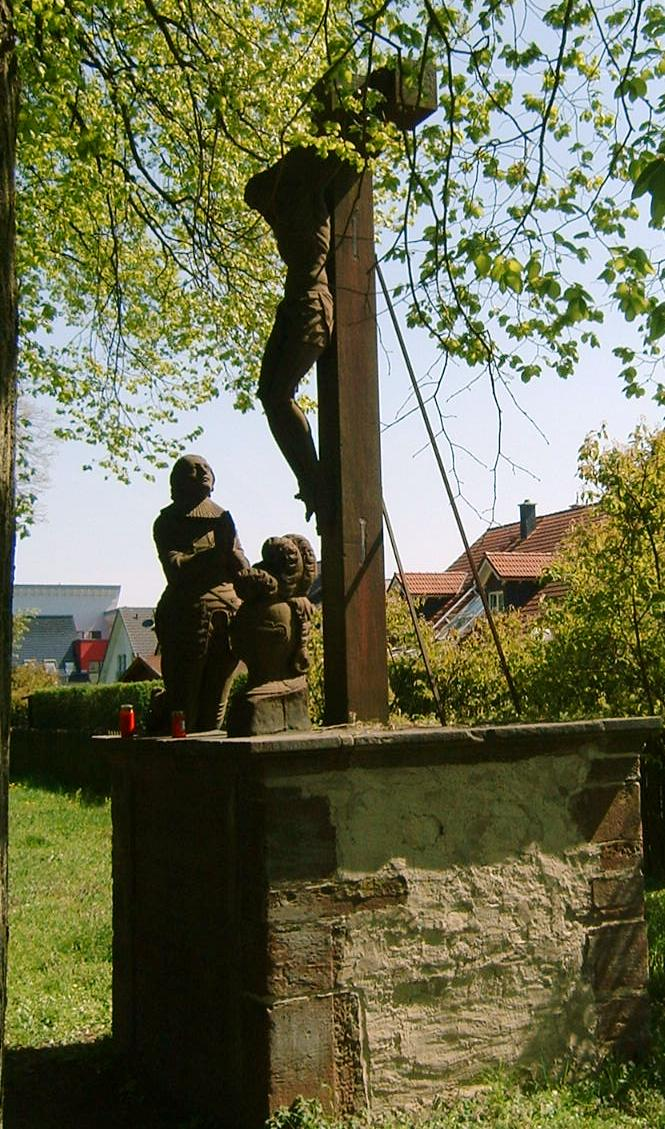
Kerpendenkmal

Die Brüder von Kerpen beauftragten den Bildhauer Zacharias Juncker den Älteren mit einem Epitaph in der Lohrer Kirche und einem Denkmal in Aschaffenburg.
Auf einem gemauerten mit Sandsteinplatten verkleideten Sockel kniet betend der Ritter Johann Walter von Kerpen in Rüstung, lebensgroß vor einem großen Kreuz mit einem ebenfalls lebensgroßen Korpus, davor der federgeschmückte Visierhelm. (Vorbild: Stammbaum)
Die Inschrift auf dem Aschaffenburger Denkmal-Sockel lautet:
"Anno 1627, den 6. Febrvarii ist an diesem ort erbärmlicher vnd

vnversehener weise mit vier tötlichen Schossen von ...... ermordet

worden, der Wohlehrwürdige vnd Wohledle Herr Iohan Walther von

Kerpen, St: Johannesordens Ritter in dem 25. Jahre seines Alters.

Dessen Seele der Allmechtige Gott genedig und barmhertzig sein

wolle vnd haben seine sämtlichen trauwerige Herren Brüder zur ewi-

gen Gedechnus der an ihrem liebste Herrn Bruder selichen verübten

schandtlichen mortaht dies Epitaphivm allhier aufrichten lassen so

geschehen Anno 1628."
Die mit Punkten gekennzeichnete Stelle wurde schon bald nach Errichtung des Denkmals gewaltsam unleserlich gemacht. Es wird vermutet, dass dieser Teil des Textes die Namen der Mörder enthielt, deren Familien bemüht waren, jede Erinnerung an die Täterschaft ihrer Angehörigen auszulöschen, was ihnen bis heute gelungen ist.
1775 wurde das Denkmal, handwerklich durch einen Maurer ausgebessert und teilweise erneuert, an die neue Allee „Kleine Schönbuschallee“ versetzt. In den Französischen Revolutionskriegen schwer beschädigt, beauftragte König Ludwig I. 1844 den Würzburger Bildhauer Johann von Halbig (1814–1882) mit der Restaurierung, während er die aufgefundenen Bruchstücke der Ritterfigur wieder verwendet haben soll.
Während der Sockel bestehen blieb hat der Aschaffenburger Künstler Otto Gentil 1931 die Figuren durch Kopien ersetzt. Im Juli 2013 wurde das Denkmal (Ritter, Helm und Kreuz) mutwillig schwer beschädigt.

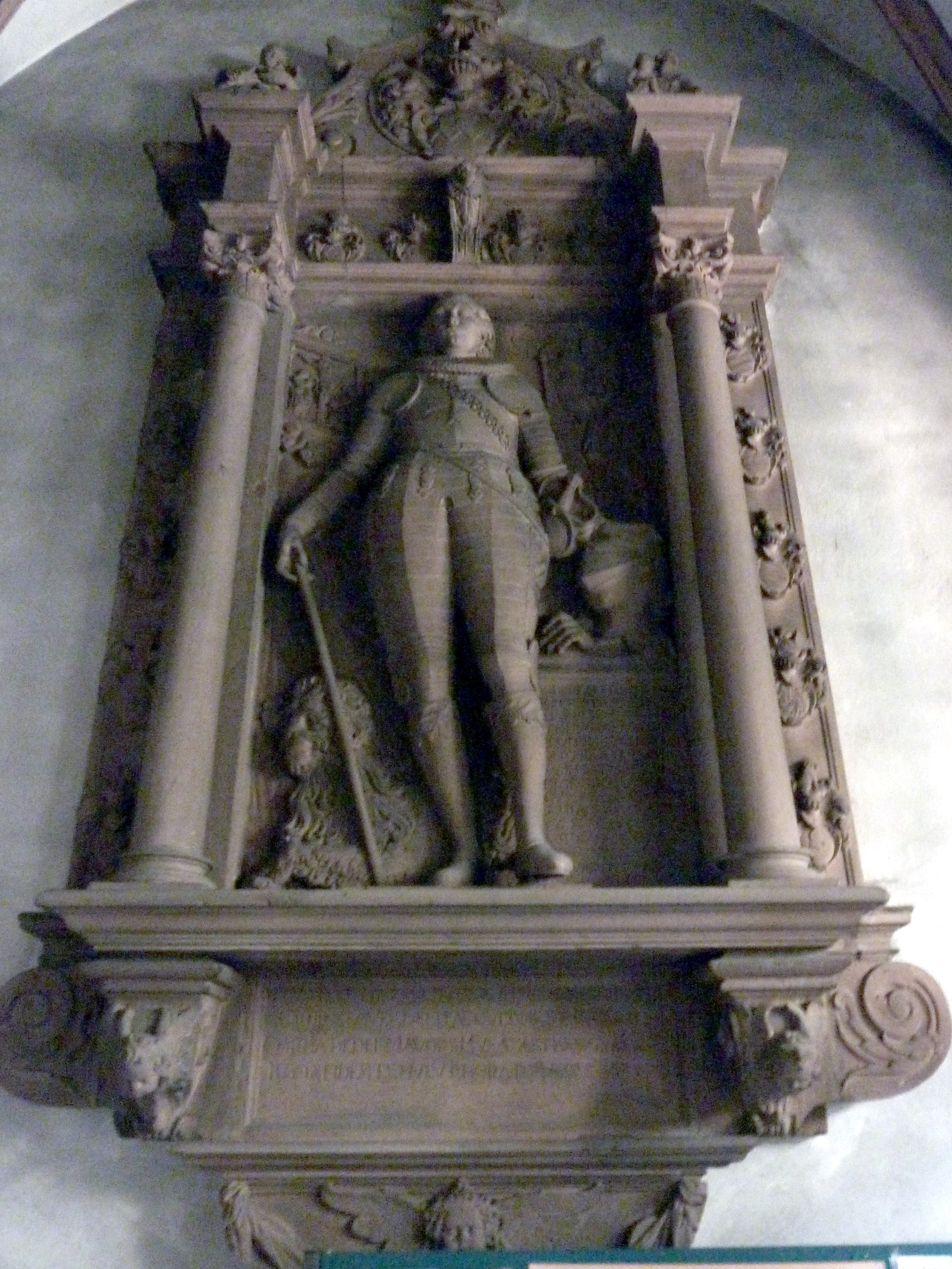
Grabmal in der Stadtkirche Lohr a.Main

Das Epitaph in der Lohrer Stadtkirche ist noch im Original des Zacharias Juncker des Älteren erhalten. Die Inschrift lautet:
"ADM (= Admirabili) RDO (= Reverendo) praenibili et generoso

heroi Joanni Waltero a Kerpen Dno in Illingen equiti melitensi prodi-

torie a dvobus nefariis satellitibvs prope Aschaffenbvrgvm necato

6. Febrvarii ao 1627 et hic 12, eivsdem tvmvlato favoris ergo hoc

monvmentvm moesti posverunt fratres."
(„Dem bewundernswerten, ehrwürdigen, wohledlen und vornehmen Helden Johann Walter von Kerpen, Herrn zu Illingen, Malteserritter, der verräterischerweise von zwei frevelhaften Begleitern bei Aschaffenburg am 6. Februar 1627 ermordet und hier am 12. desselben (Monats) bestattet wurde haben aus Zuneigung dieses Grabmal errichtet die traurigen Brüder.)“
Weiter unten findet sich folgendes Epigramm;
"Tevto fvi patria, proavis illvstris et armis

Ordine eques Melitae, evltor et imperii.

Corda dedit Mavors, Mvsa artes, signa Joañes,

Roma fidem, tvmvlŭ Lhora, Polvsque thronvm."
(„Ein Deutscher war ich, ausgezeichnet durch Ahnen und Waffentaten, Malteserordensritter und Verehrer des Reiches. Mut verlieh mir Mars, Kunstfertigkeit die Muse, die Feldzeichen Johannes, Rom den Glauben, das Grab Lohr und der Himmel den Thron.“)
Über das wahre Geschehen hätten vielleicht die Kirchenmatrikel Auskunft gegeben, doch die ersten Einträge von Todesfällen beginnen mit dem Jahr 1795. Fragmente aus vorangegangener Zeit sind nicht vorhanden.